# Битка при Липан
Битката при Липа̀нь или Липа̀ни, известна още като Битката на Чешки брод, на 40 км източно от Прага, се води през 1434 г. между силите на Бохемската лига и хуситите-таборити и с нея приключват Хуситските войни.

## Предпоставки
След сключването на Пражките компактати – съюз между умерените хусити и романистките католически лоялисти, хусизмът в Бохемия е разцепен и поляризиран. Така сформираната Бохемска Пражка лига изтъква желанието си да спре разорението на чешките земи, настъпило след 15 години война. Дори и цената за това да изисква признаването на Сигизмунд Люксембургски за крал на Бохемия, напълно неприемливо за радикалите.
Свещеният Римски император Сигизмунд е напът да постигне плана си, заложен още преди Констанцкия събор и пред него стоят само християнските фундаменталисти, крайно несговорчивите таборити. След неуспеха на гражданската война в Чехия и на кръстоносните походи Сигизмунд ще получи бохемската корона от самите хусити. Силите на Бохемската лига се изправят срещу безкомпромисните ветерани на Прокоп Велики в едно сражение на цяло поколение чехи, израснали в условията на жестока религиозна война.

## Сражение
Таборитите се уповават на изпитаната отбранителна и контранападателна стратегия на табора. Те заемат възвишение в полята близо до Липан и опитват с далекобоен обстрел да предизвикат противника да атакува. Но този път насреща им са други хусити, които познават предимствата и недостатъците на мобилната фортификация. Каликстинците предлагат дипломатическо и безкръвно решение, но срещат твърдото несъгласие на радикалите, които по никакъв начин не могат да приемат паписта и върл техен враг Сигизмунд за свой крал.
Следват два дни на изчакване и спорадично обстрелване с вече масовите огнестрелни оръжия, но с малка ефективност поради разстоянието между двата лагера. Но на третия ден като че ли нервите на каликстинците не издържат – от табора наблюдават как врагът запряга фургоните и се готви да се оттегли, без да даде сражение и определи победител. Таборитските командири прибързано решават, че това отстъпление може да се използва и нареждат на войниците си да напуснат укреплението и да атакуват противника. В крайна сметка маневрата на каликстинците е декой, който да дезинтегрира табора и те посрещат радикалите с ураганен огън. Стъписаните таборити са спрени, а изненадата е пълна, когато десния им фланг е атакуван мощно от немско-чешката тежка кавалерия на лоялистите. Ударът на конницата е тежък, това е един от редките случаи, когато тя улавя хуситската пехота извън форта и извън формация. Пешите таборитите са смазани бързо, Прокоп пада почти веднага след като рицарите се врязват в отворения мобилен форт. Ян Чапек Сански с леката конница на таборитите бързо отстъпва към Колин. На полето на Липан остават повече от хиляда мъртви хусити, стотици други са избити докато бягат или са изгорени живи в подслоните си. Победата на Дивиш Борек Мелитенски е пълна.

## Последствия
След битката няма нито един оцелял от фракцията на Сиротните. Като цяло таборитската армия е разбита на несъгласувано действащи изолирани отряди. Сигизмунд е коронован с короната на свети Вацлав и заявява, че „чехите могат да бъдат победени само от други чехи“. Последният неподчинил се – Ян Рогач Дубски е обсаден, заловен и обесен през 1437 г.

## Галерия
- Битката между Таборити и Пражани
 автор: Адолф Либшер
- Битката при Липань 
 автор: Людек Маролд
- Битката при Липань 
 автор: Йозеф Матияш Тренквалд
- На могилата на Божия ратник 
 автор: Миколаш Алеш
- Мемориал на мястото на сражението